# László Magyar (Entdecker)

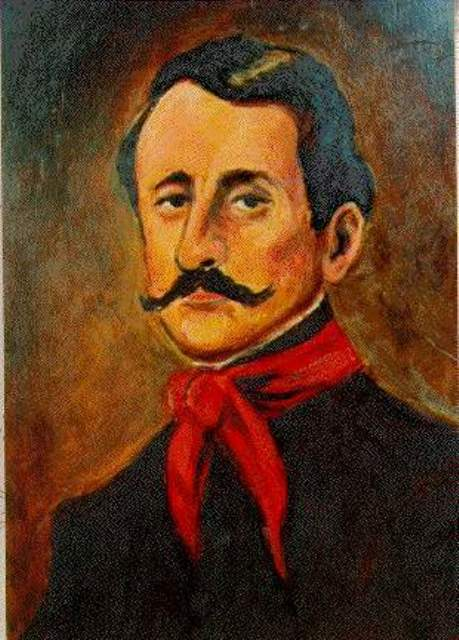
Porträt von László Magyar

László Magyar von Öttömös (* 13. November 1818 in Szombathely, Königreich Ungarn; † 9. November 1864 in Ponte de Cuio (Benguela, Angola)) war ein ungarischer Entdecker und Reisender.
Magyar bereitete sich seit 1842 in Fiume auf den Seedienst vor und trat 1844 als Schiffskapitän in nordamerikanische Dienste. Er bereiste Indien und hielt sich ab Ende 1844 in Brasilien auf.
1847 ging Magyar in die portugiesischen Kolonien an der Westküste Afrikas, befuhr 1848 den Kongo und landete am 9. Dezember 1848 in der Bucht von Benguela. Von dort aus begab er sich in das Landesinnere und machte von Bihé aus verschiedene Expeditionen, wie 1850 zum Muata Jamvo und 1852 an den Kunene. 1857 trat er dann in portugiesische Dienste und gründete an der Bai von Lueira zwischen Benguela und Mossamedes eine neue Niederlassung.
László Magyar starb am 19. November 1864 in Ponte de Cuio.

## Werke
- Reisen in Südafrika : 1848-1857. Pest 1859